# انهه

## تاریخ انهه

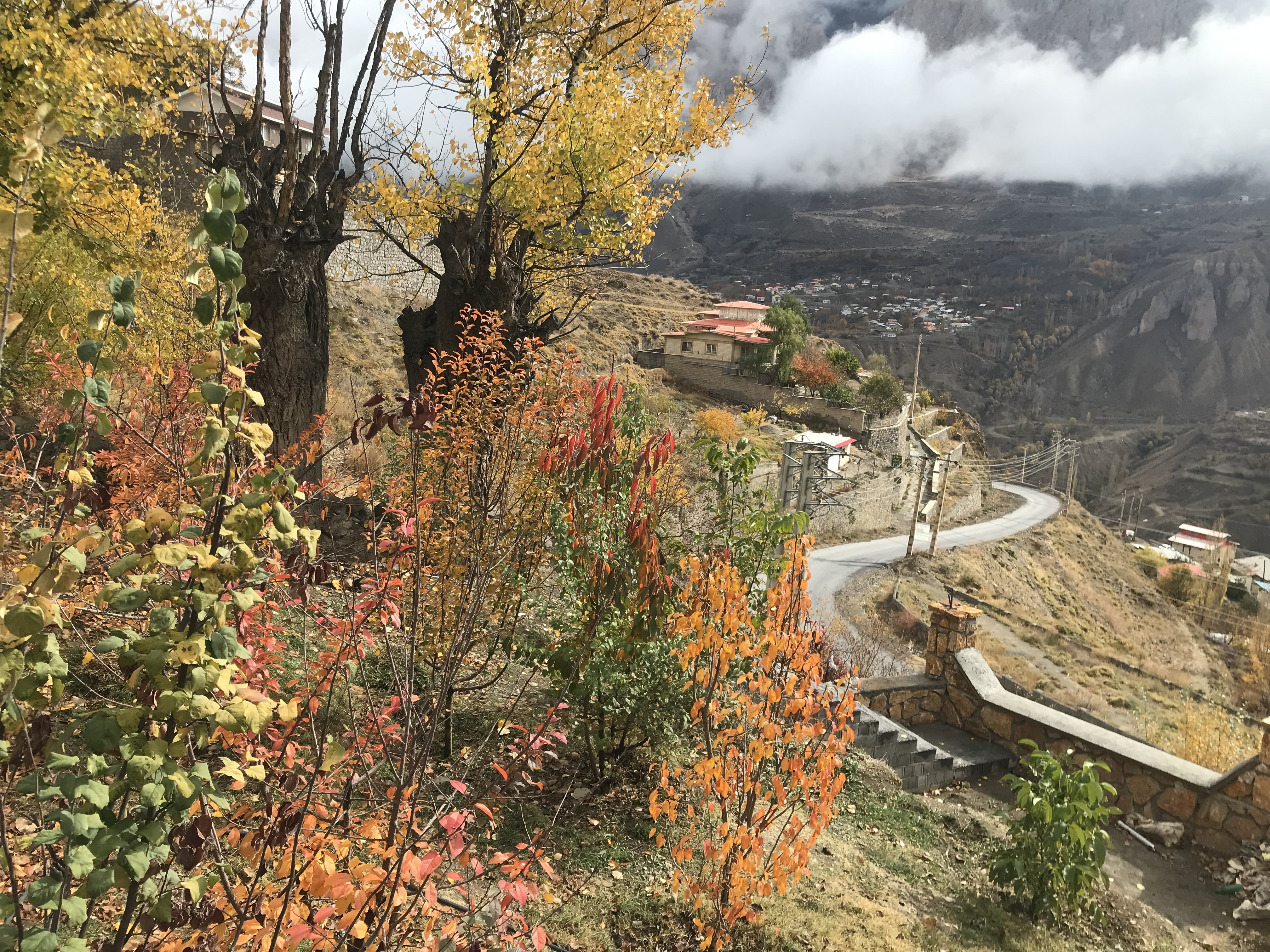
پائیز انهه لاریجان

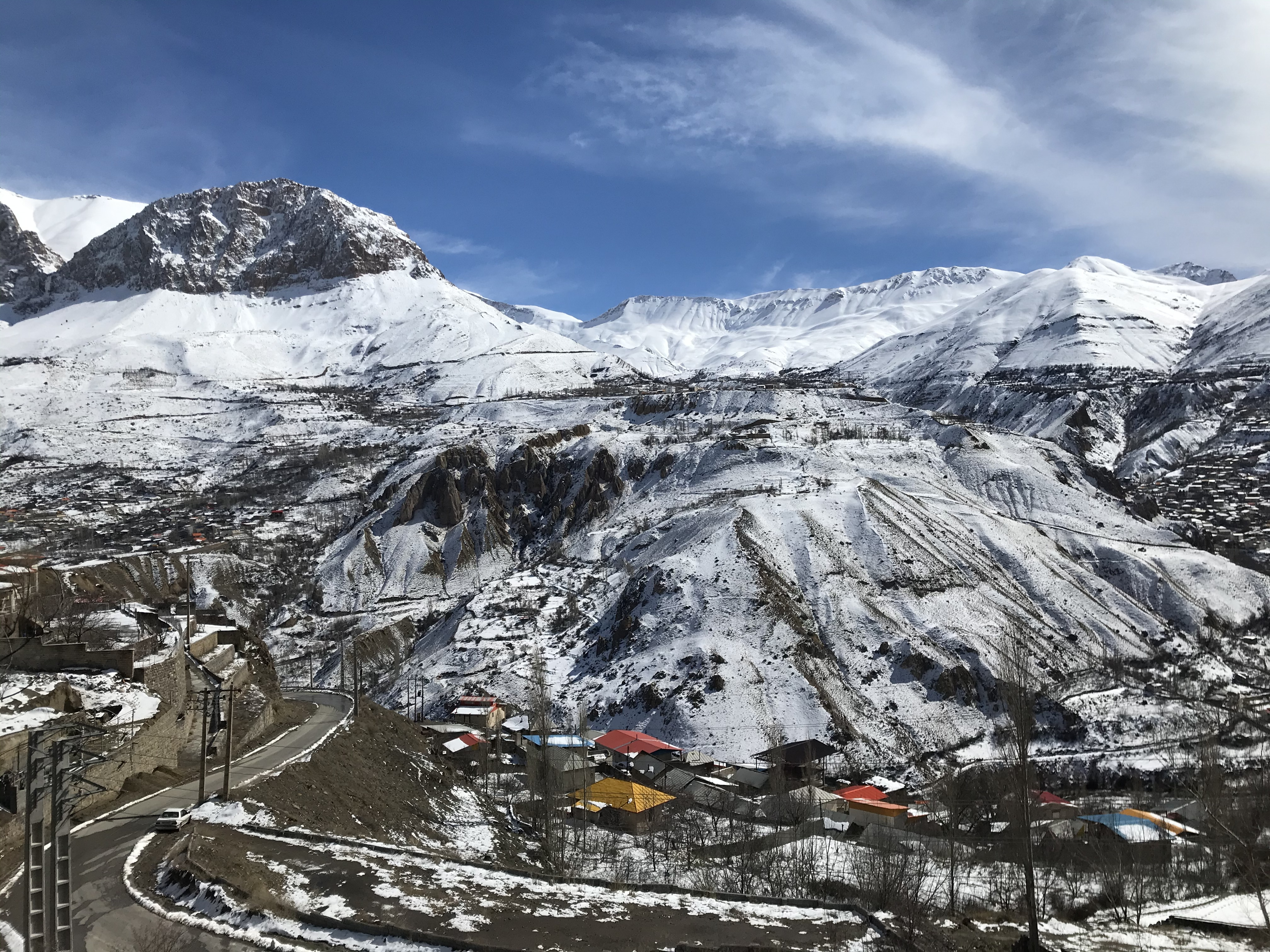
زمستان انهه لاریجان

انهه یکی از مناطق تاریخی لاریجان به شما می آید که از دیرباز محل سکونت انسان بوده و به خاطر موقعیت دسترسی به آب و تسلط بر مسیر همواره مورد توجه بوده است. در نوشتارهای گریشمن به دو روستای مهم اشاره کرده به نام رهنه و وهنه که بنا به نظر مورخان رهنه همان رینه و وهنه با توجه به تعاریفی که از محل توسط گریشمن انجام شده (از قبیل مجاورت با کافر کلی، موقعیت دیده بانی و ...) همان انهه است موید این موضوع وجود خانه های کوه کند کافرکلی در مجاورت انهه و حتی در داخل روستا، و وجود درخت چنار بسیار قدیمی با قطر بیش از دو متر می باشد.
انهه، روستایی است از توابع بخش لاریجان شهرستان آمل در استان مازندران ایران. معنی کلمه انهه در گویش محلی یعنی آنجا می‌باشد

## جمعیت
این روستا در دهستان بالا لاریجان قرار داشته و براساس آخرین سرشماری مرکز آمار ایران که در سال ۱۳۸۵ صورت گرفته، جمعیت آن ۷۳ نفر (۱۹خانوار) بوده‌است. ودر ۷۲ کیلومتری جاده هراز به سمت آمل قرارداد

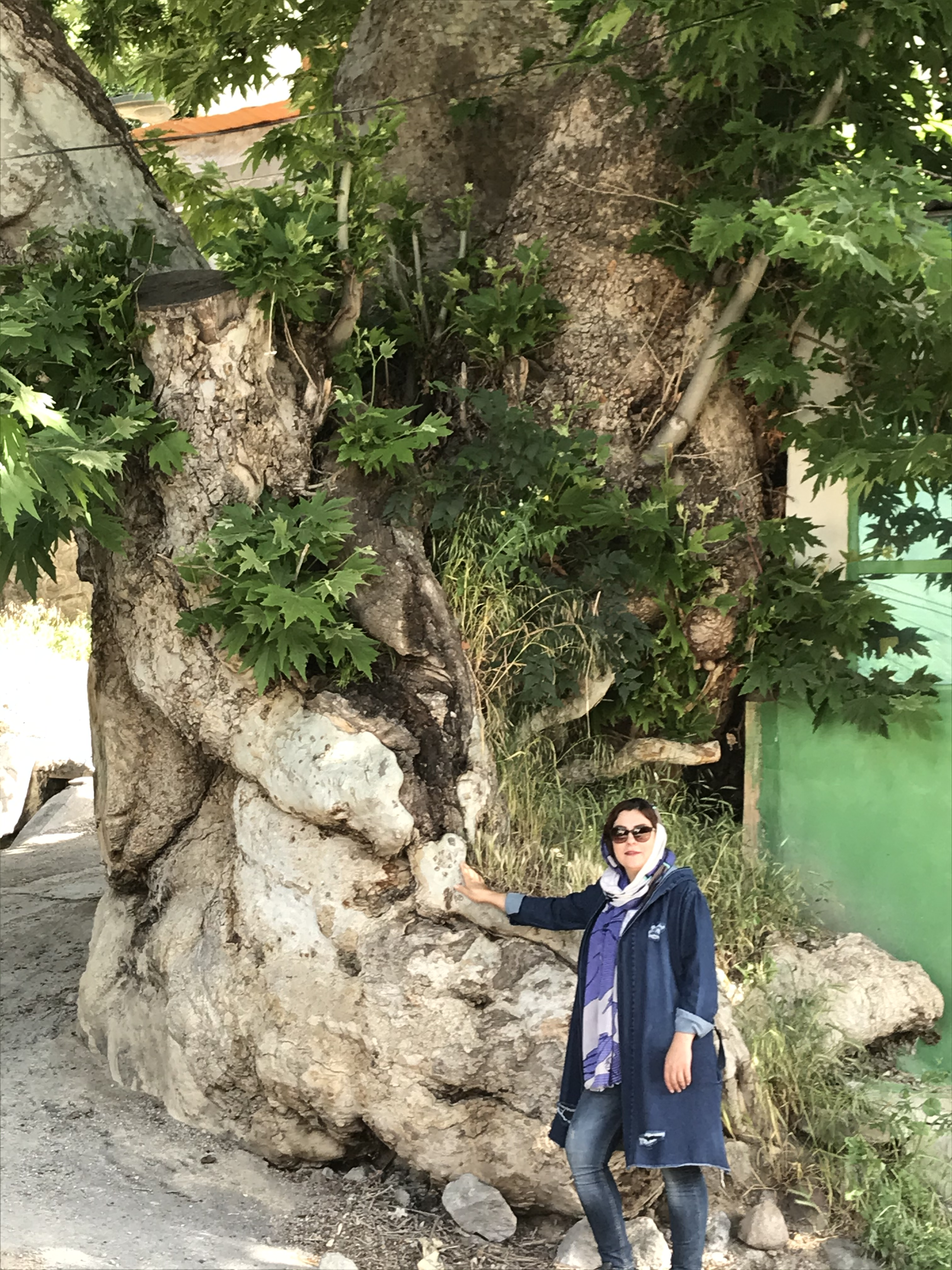
درخت کهنسال روستای انهه